# 机场联络轨道交通列表
下列為全球机场联络轨道交通列表。

## 亞洲

### 东亚

#### 中华人民共和国
- 北京地铁首都机场线
- 北京地铁大兴机场线
- 上海地铁2号线
- 上海地铁10号线
- 广州地铁3号线
- 乌鲁木齐地铁1号线
- 深圳地铁11号线
- 重庆轨道交通3号线
- 重慶軌道交通10號線

#### 香港
- 香港國際機場
  - 轉乘車站：機場站（港鐵機場快線）

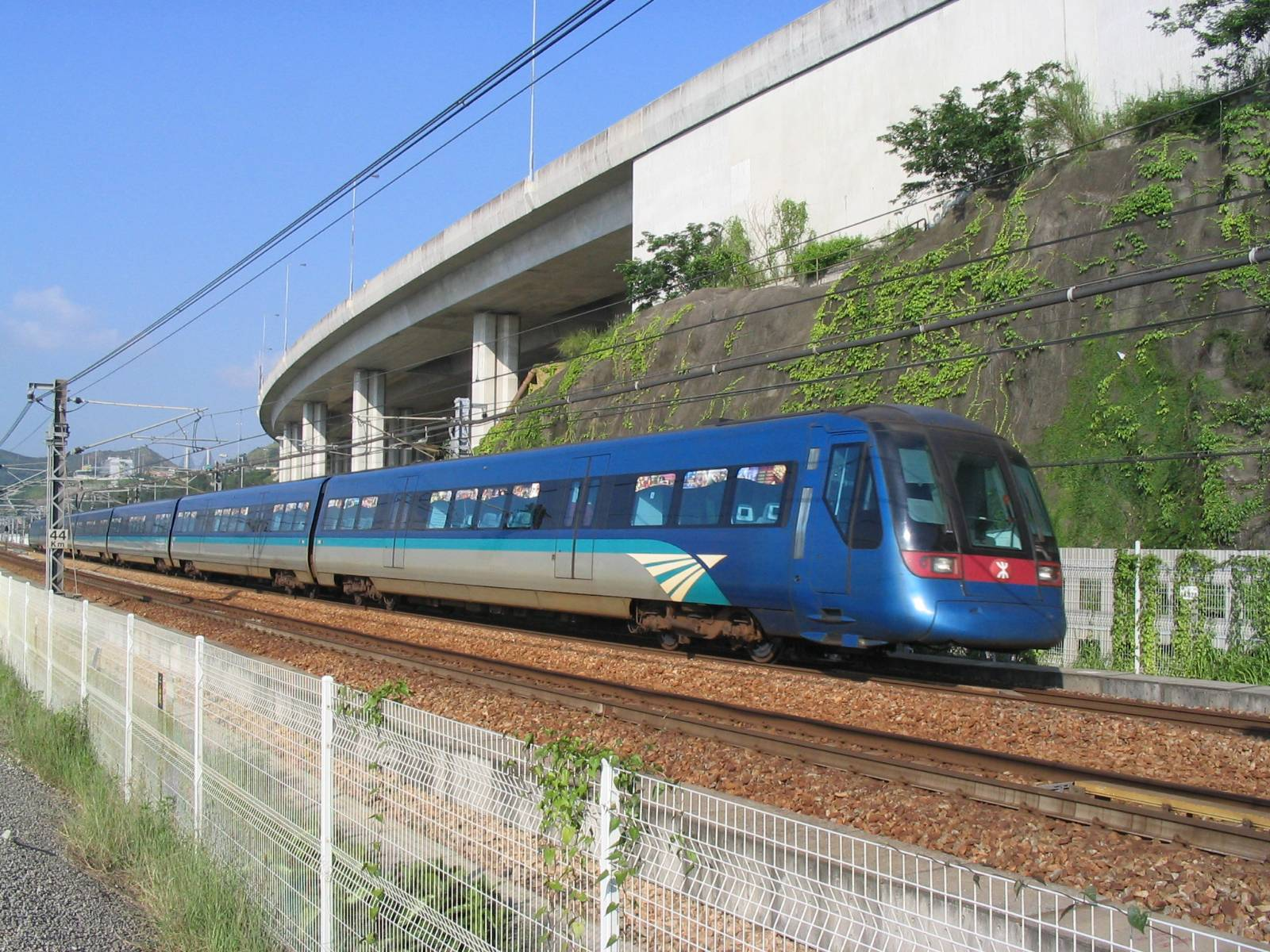
香港港鐵機場快綫列車

  - 市區車站：青衣站（轉乘東涌綫）、九龍站（轉乘東涌綫、柯士甸站／屯馬綫）、香港站（轉乘東涌綫、中環站／荃灣綫／港島綫）
  - 延伸車站：博覽館站（連接亞洲國際博覽館）
  - 現況：
    - 機場快綫香港－機場段 於1998年7月6日通車
    - 機場快綫機場－博覽館段 於2005年12月20日通車
    - 機場站3號月台於2007年2月28日啟用（已暫時封閉至另行通知）

#### MAC

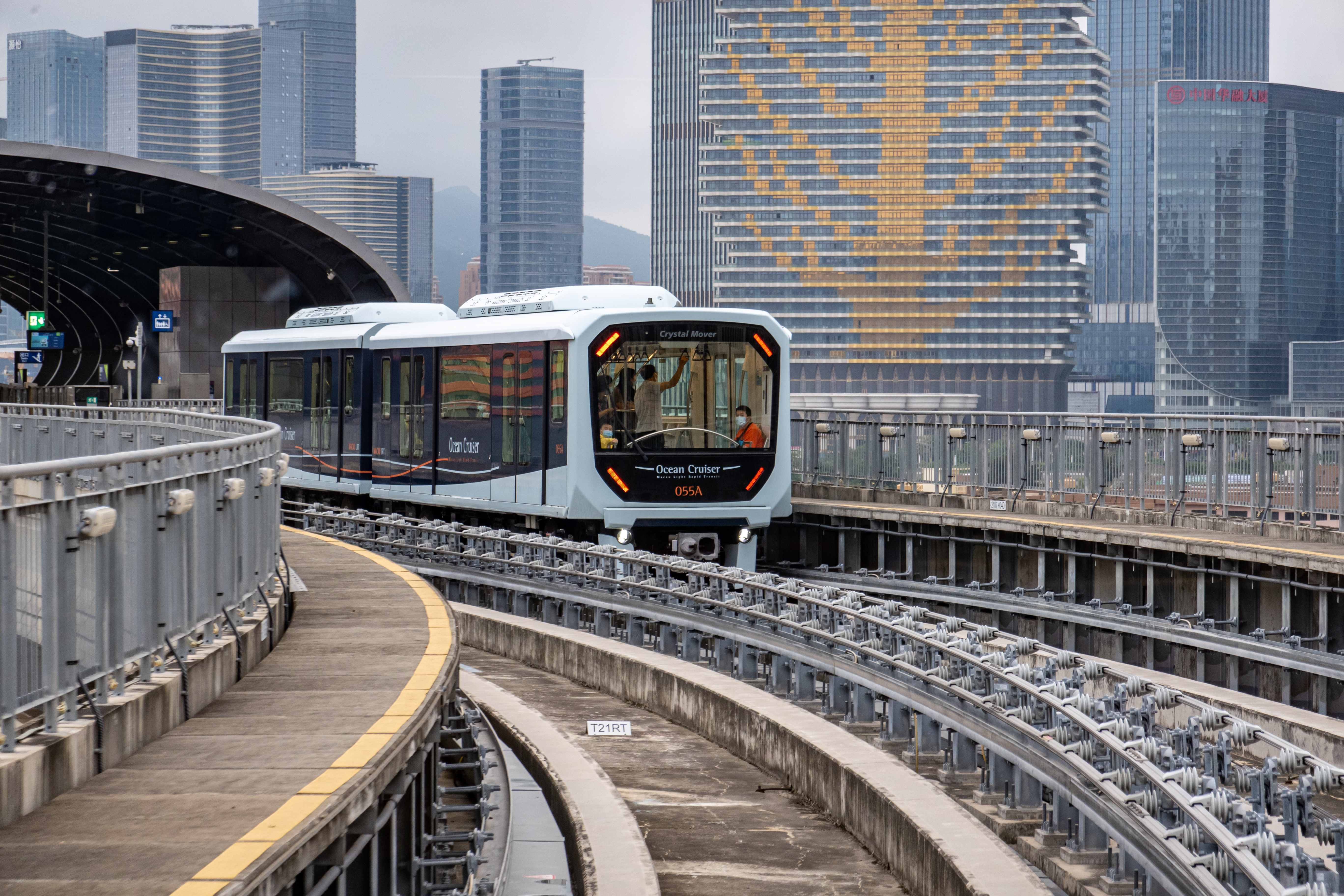
澳門輕軌列車

#### ROC

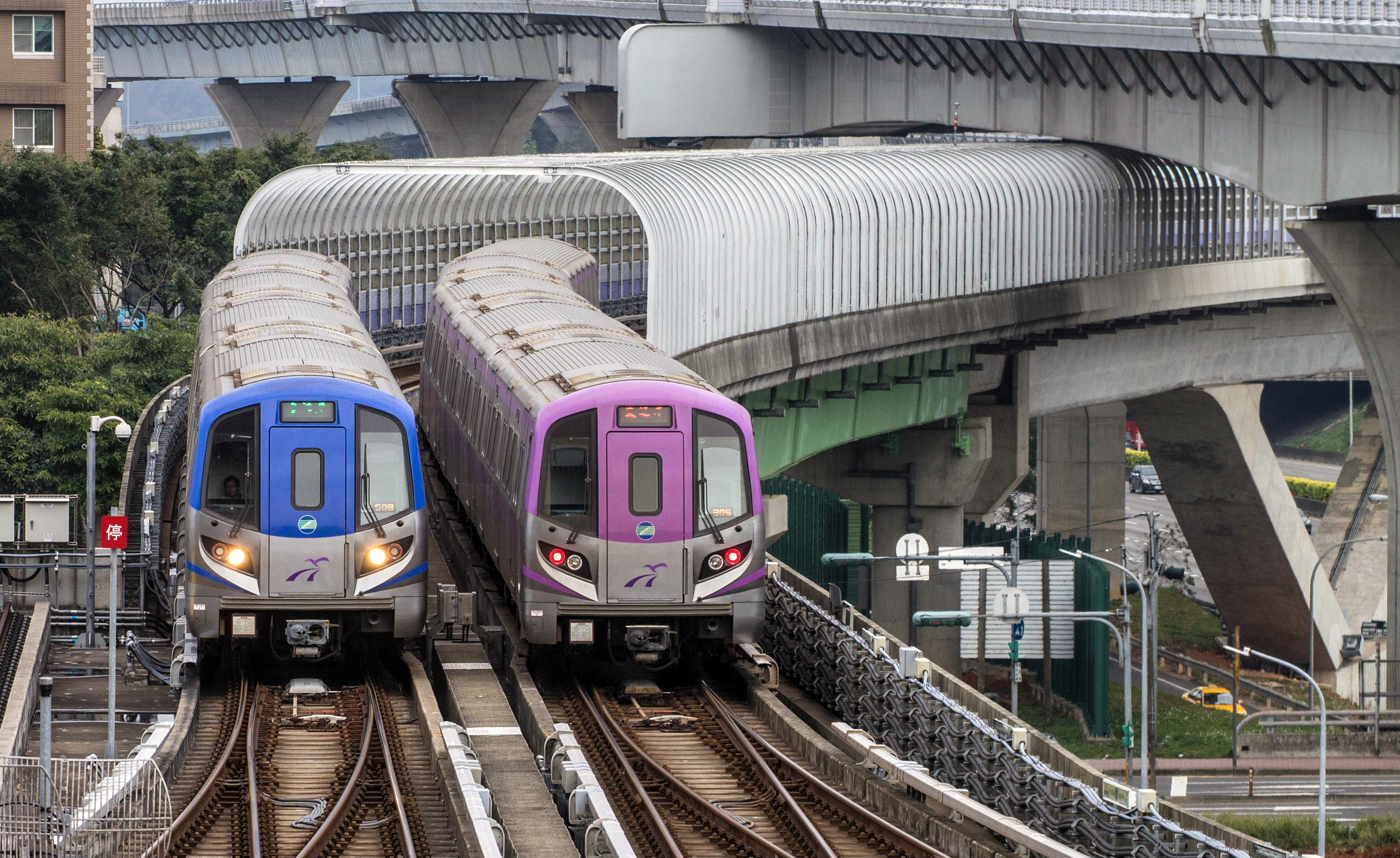
桃園捷運普通車（左）和直達車（右）

#### 澳門
- 澳門國際機場
  - 澳門輕軌機場站，連接澳門國際機場。

#### 日本

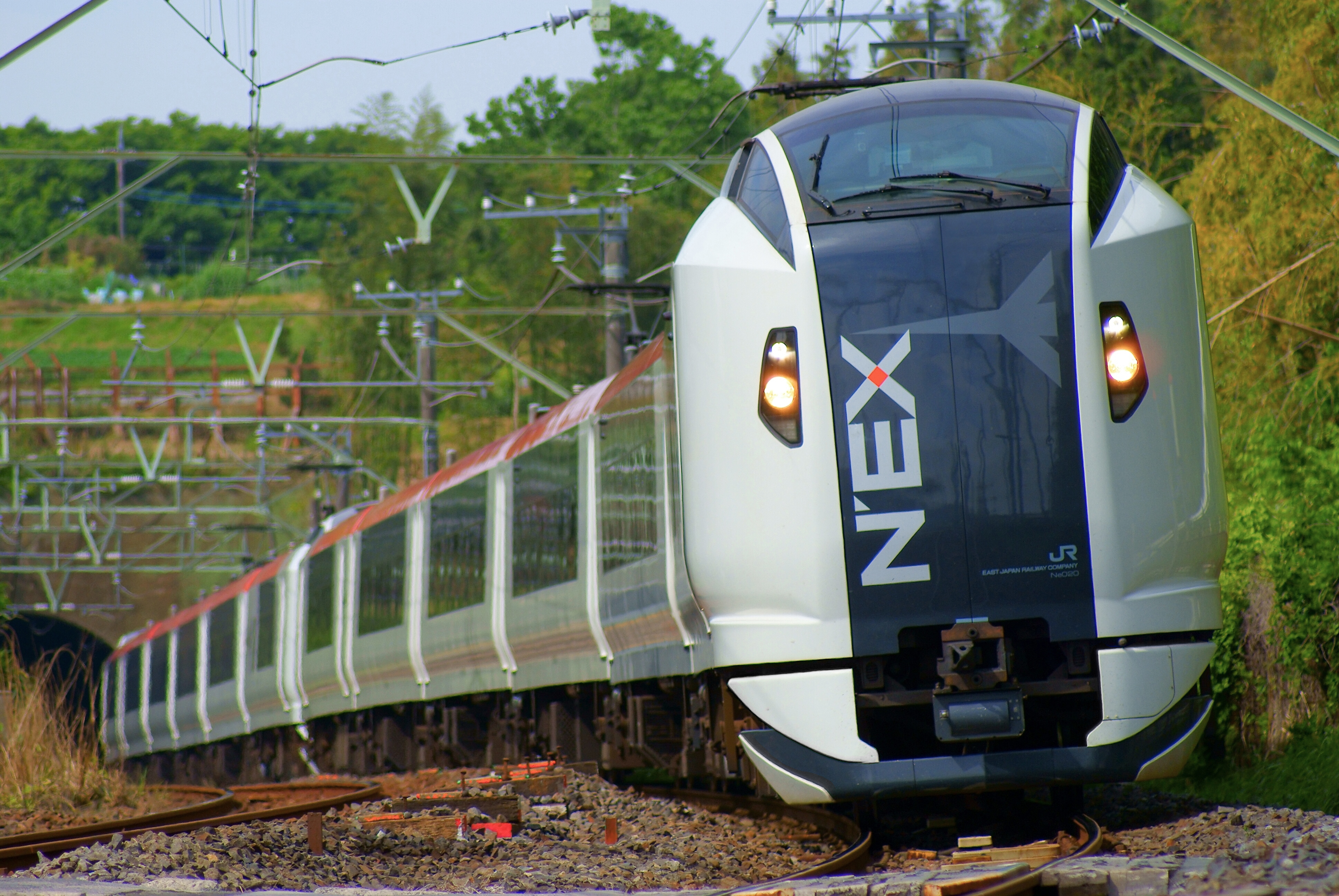
成田特快號
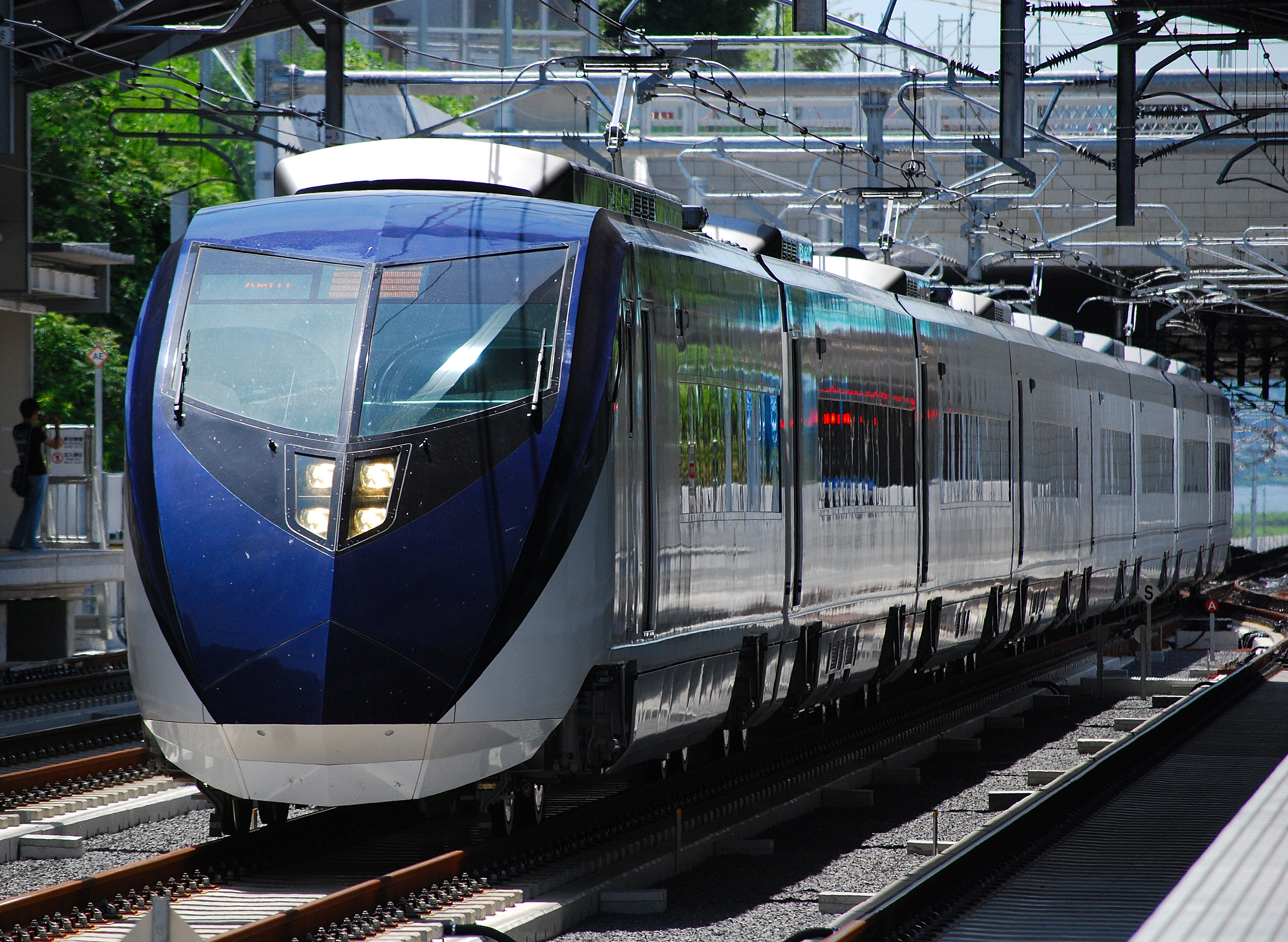
Skyliner
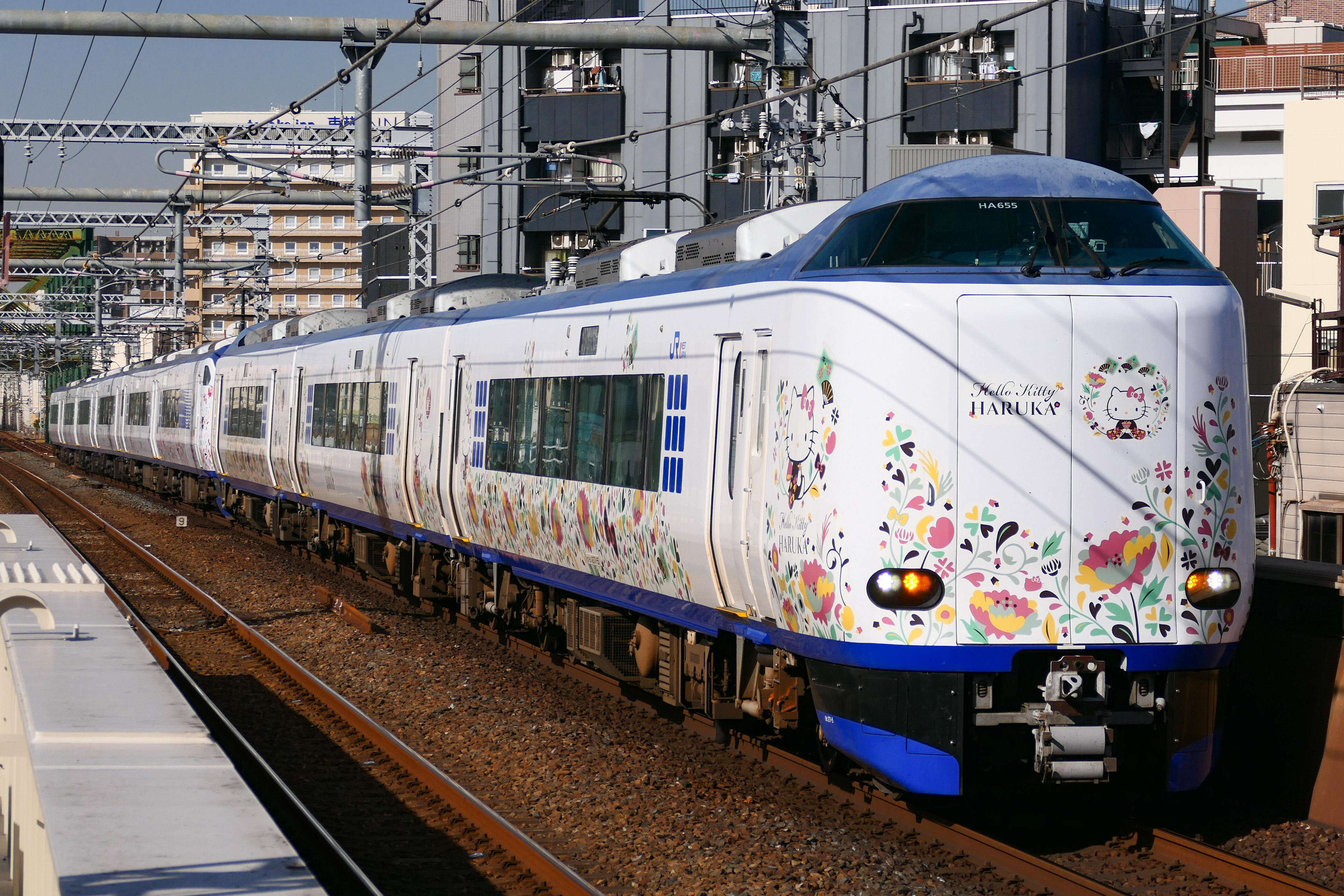
遙號
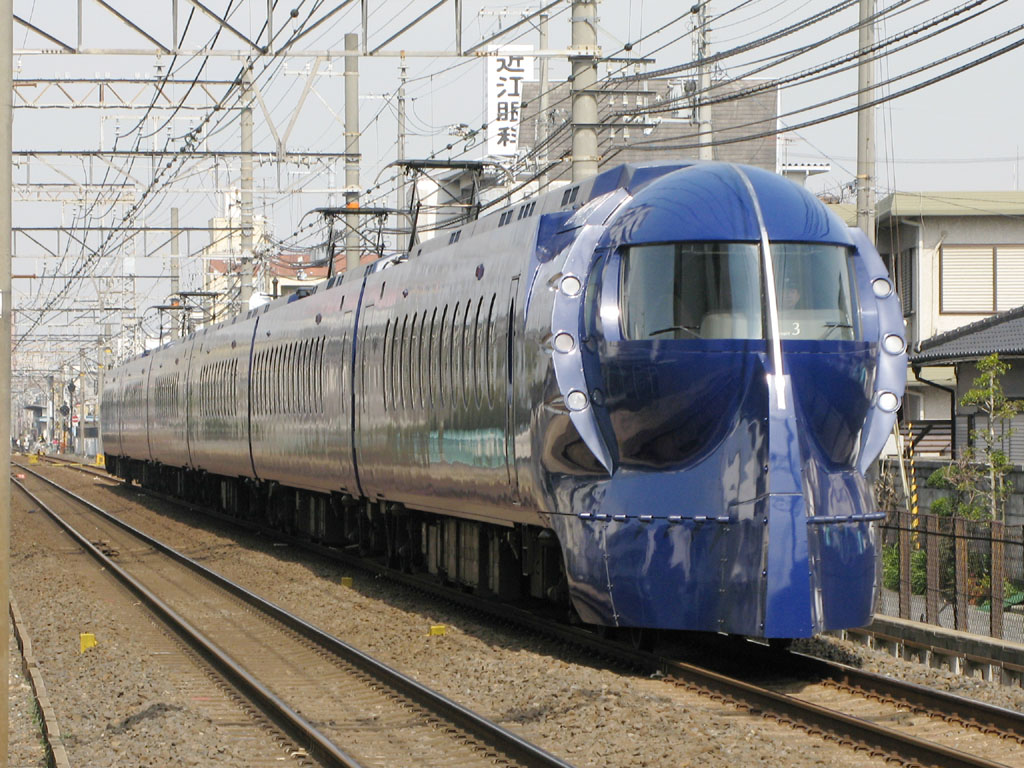
Rapi:t

#### 

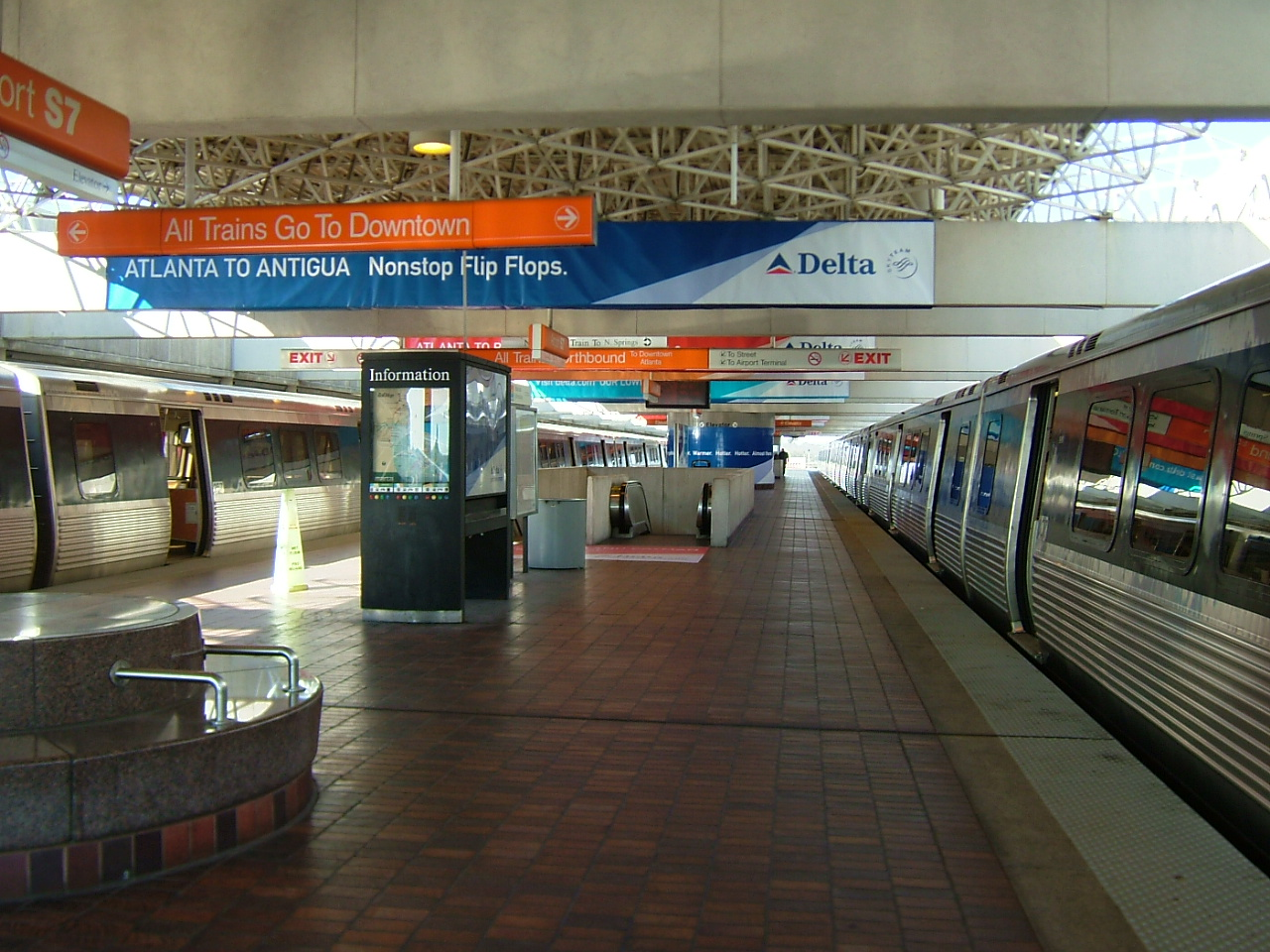
亞特蘭大地鐵的機場車站

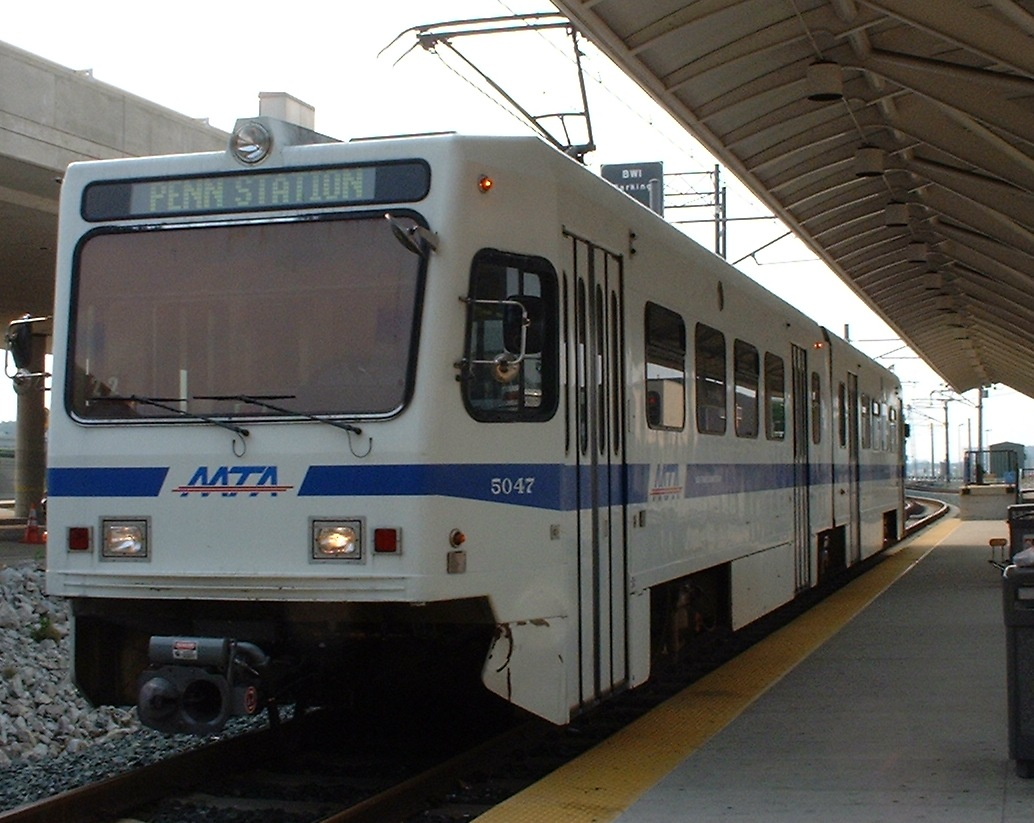
巴爾的摩輕軌車輛在巴爾的摩華盛頓國際機場輕軌站停靠

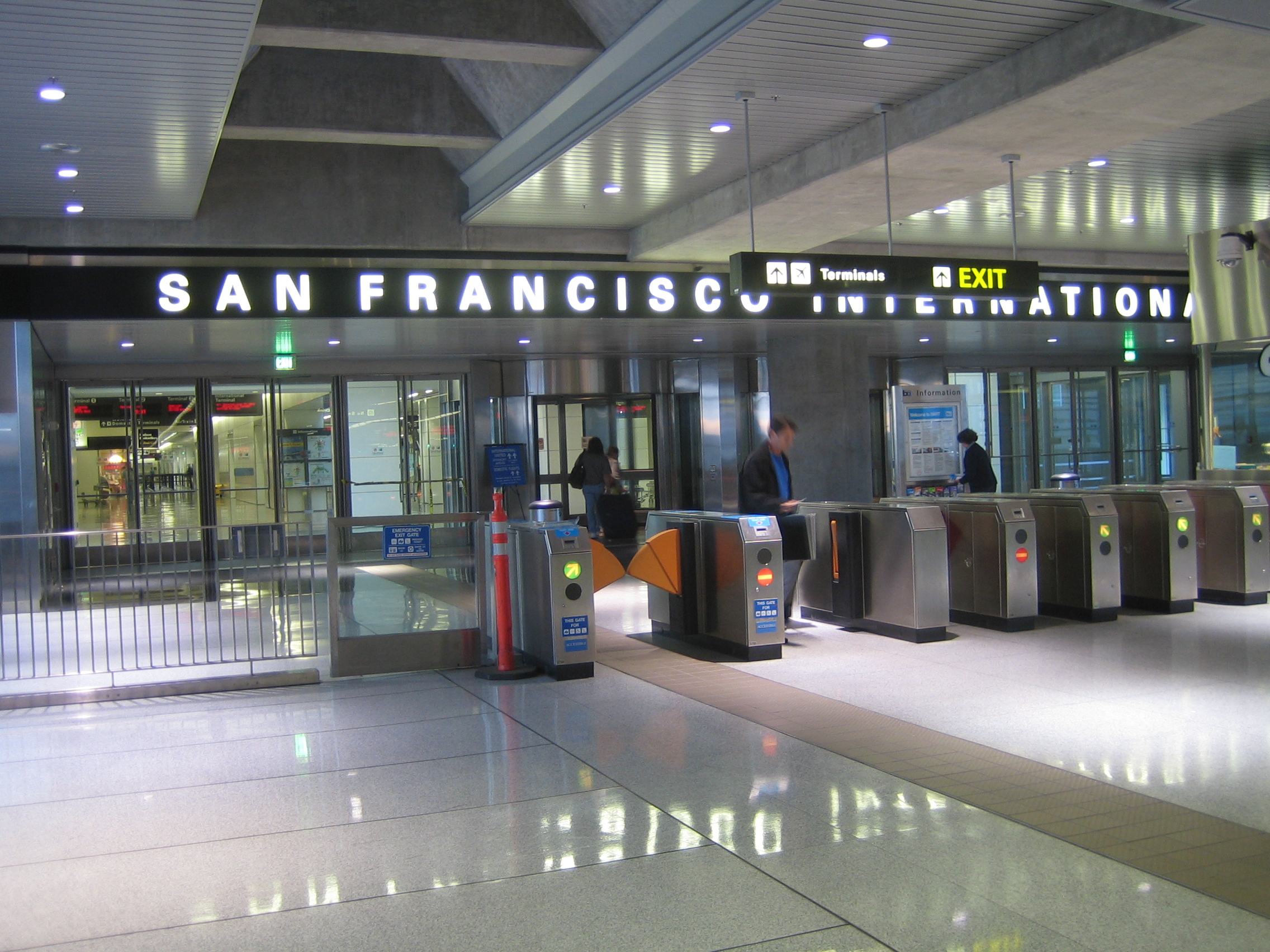
三藩市國際機場站入口

- 仁川國際機場

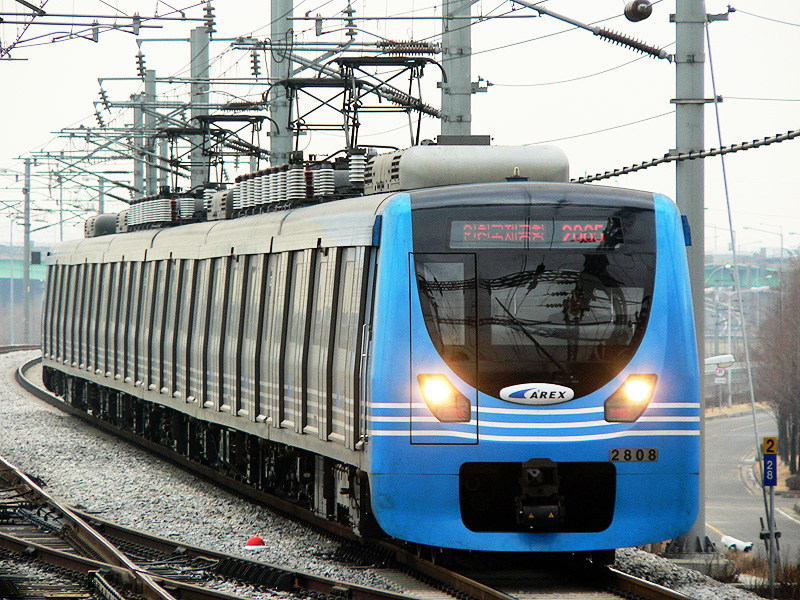
仁川國際機場鐵道2000系列車

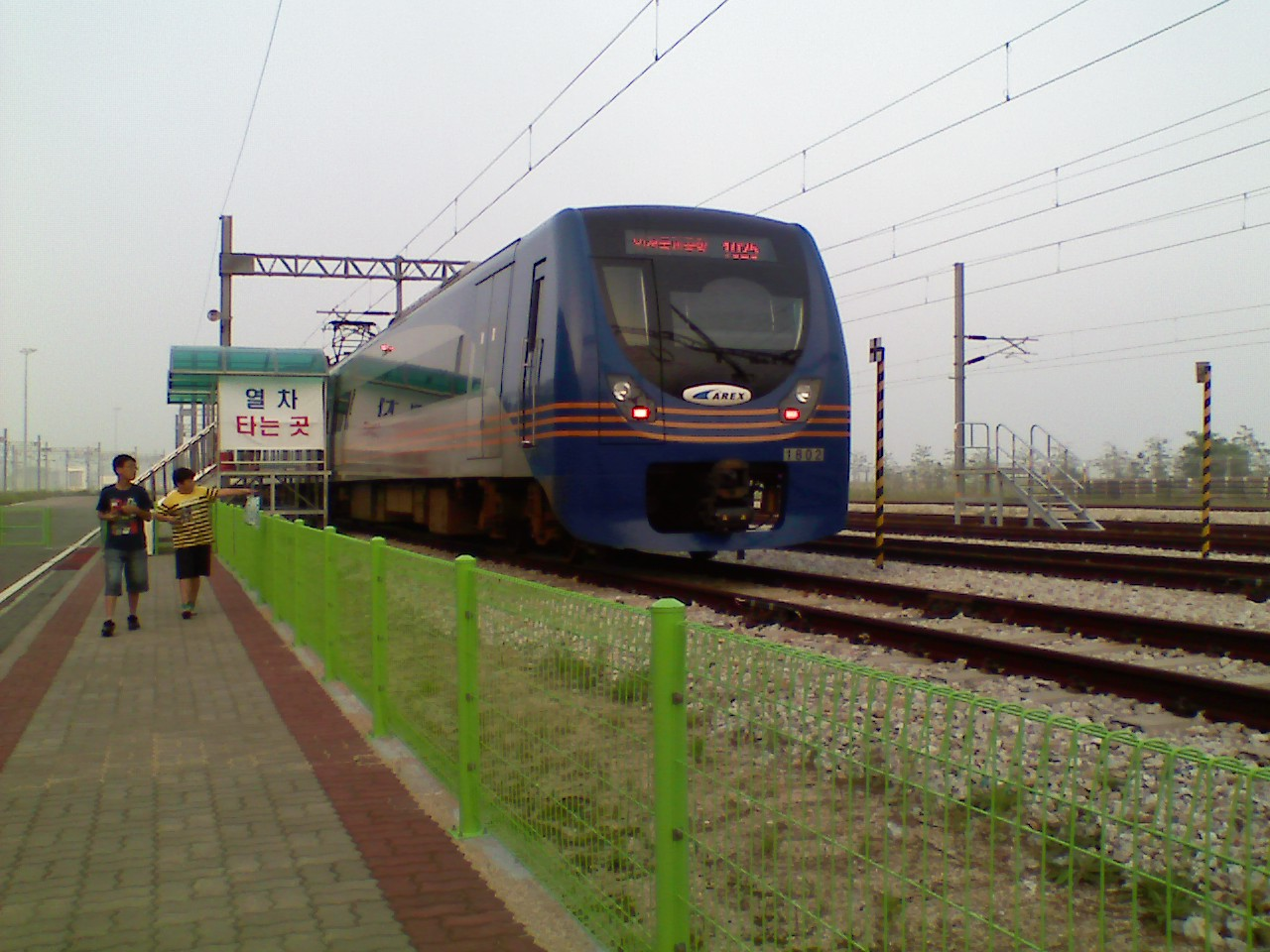
仁川國際機場鐵道1000系列車

  - 轉乘車站：仁川国际机场1号航站楼站（仁川國際機場鐵道、仁川機場磁懸浮線）、仁川國際機場2號航站樓站（仁川國際機場鐵道）
  - 市區車站：首爾站、金浦机场站
  - 現況：
    - 仁川國際機場1號航廈站－金浦機場站已經於2007年3月23日通車
    - 金浦机场站－首爾站段已經於2010年12月29日通車
    - 孔德站已經於2011年11月30日啟用
    - 仁川國際機場2號航廈站－仁川國際機場1號航廈站段已經於2018年1月13日通車

- 金浦國際機場
  - 轉乘車站：金浦机场站（仁川國際機場鐵道、5號線、9號線、金浦都市鐵道、首都圈電鐵西海線）
  - 市區車站：（首爾地鐵各站）

- 清州國際機場
  - 轉乘車站：清州機場站（忠北線）
  - 市區車站：（韓國國鐵五松站）

- 光州機場
  - 轉乘車站：機場站（光州地鐵1號線）
  - 市區車站：（光州地鐵各站、韓國國鐵光州松汀站）

- 金海國際機場
  - 轉乘車站：機場站（釜山－金海輕電鐵）、金海機場站（廣域電鐵慶全線，規劃中）
  - 市區車站：（釜山地鐵各站、金海輕軌各站、韓國國鐵沙上站）

- 大邱國際機場
  - 轉乘車站：機場站（規劃中）
  - 市區車站：規劃中

### 东南亚

#### 印度尼西亞
- 瓜拉納穆國際機場
  - 轉乘車站：瓜拉納穆站（瓜拉納穆機場鐵路（英语：Kualanamu Airport Rail Link））
  - 市區車站：棉蘭站
- 蘇加諾-哈達國際機場
  - 轉乘車站：蘇加諾-哈達機場站（蘇加諾-哈達機場鐵路）
  - 市區車站：印尼國家銀行城站、芒加萊站
- 米南加保國際機場
  - 轉乘車站：米南加保國際機場站（米南加保快線（英语：Minangkabau Express））
  - 市區車站：巴東站
- 蘇丹馬赫穆德·巴達魯丁二世國際機場
  - 轉乘車站：機場站（巨港輕軌）
  - 市區車站：巨港輕軌各站
- 阿迪·苏马尔莫国际机场
  - 轉乘車站：阿迪·苏马尔莫国际机场站 (阿迪·苏马尔莫机场铁路（英语：Adisumarmo Airport Rail Link）)
- 阿迪蘇吉普托國際機場
  - 轉乘車站：馬古沃站 (日惹通勤鐵路線（英语：KAI Commuter Yogyakarta Line）)
- 日惹国际机场
  - 轉乘車站：日惹國際機場站 (日惹國際機場鐵路（英语：Yogyakarta International Airport Rail Link）)

#### 马来西亚
- 吉隆坡國際機場
  - 轉乘車站：吉隆坡國際機場站（吉隆坡机场快线、吉隆坡机场支线）
  - 市區車站：吉隆坡中央車站
  - 路線長度：57公里
  - 最高設計速度：每小时160公里
  - 系統設計：架空線供電，軌距1,435毫米
  - 班次規劃：直達車20分一班，行車時間28分；普通車15-30分一班，行車時間36分
  - 營運公司：吉隆坡机场快铁私人有限公司（ERL）（民間興建營運後轉移模式的公司，擁有30年特許經營權）

#### 泰國
- 蘇凡納布機場
  - 轉乘車站：蘇凡納布站（蘇凡納布機場捷運）
  - 市區車站：目甲讪车站（曼谷地铁）、披耶泰車站（曼谷轻轨）
  - 現況：运营中（2010年8月23日）
- 廊曼機場:
  - 轉乘車站：廊曼站(泰国国铁東北線、北線、蘇凡納布機場捷運、曼谷近郊鐵路暗紅線)
  - 現況：運營中
- 烏打拋機場
  - 轉乘車站：烏打拋機場車站 (曼谷—廊开高速铁路支线)
  - 現況：計畫中

#### 新加坡
- 樟宜國際機場
  - 轉乘車站：樟宜機場站（新加坡地鐵東西線）
  - 市區車站：丹那美拉站

### 南亚

#### 
- 沙阿賈拉勒國際機場
  - 轉乘車站：達卡機場車站（英语：Dhaka Airport railway station） (孟加拉國鐵路)
  - 市區車站：卡馬拉普爾車站（英语：Kamalapur railway station）

#### 印度
- 金奈国际机场
  - 轉乘車站：蒂魯蘇蘭站 (欽奈市郊鐵路（英语：Chennai Suburban Railway）南線)、清奈國際機場站 (清奈地鐵)
- 英迪拉·甘地国际机场
  - 轉乘車站：英迪拉·甘地國際機場站（英语：Airport (Delhi Metro)） (德里地鐵機場快線)、英迪拉·甘地國際機場1號航廈站（英语：Terminal 1 IGI Airport metro station）(德里地鐵洋紅線（英语：Magenta Line (Delhi Metro)）)
- 喬杜里·查蘭·辛格國際機場（英语：Chaudhary Charan Singh International Airport）
  - 轉乘車站：喬杜里·查蘭·辛格國際機場站 (勒克瑙地铁紅線)

### 西亚

#### 伊朗
- 沙希德·哈希米内贾德国际机场
  - 轉乘車站：哈希米内贾德国际机场站 (馬什哈德地鐵1號線)
- 梅赫拉巴德國際機場
  - 轉乘車站：梅赫拉巴德國際機場1、2號航廈站、梅赫拉巴德國際機場4、6號航廈站 (德黑蘭地鐵4號線（英语：Tehran Metro Line 4）)
- 伊玛目霍梅尼国际机场
  - 轉乘車站：伊瑪目霍梅尼機場站 (德黑蘭地鐵1號線（英语：Tehran Metro Line 1）)

#### 以色列
- 本-古里安国际机场
  - 轉乘車站：本-古里安机场站 (特拉維夫—耶路撒冷鐵路)

#### 
- 哈馬德國際機場
  - 轉乘車站：哈馬德國際機場第1航廈 (多哈地鐵红线)

#### 沙烏地阿拉伯
- 阿卜杜勒-阿齐兹国王国际机场
  - 轉乘車站：阿卜杜勒-阿齐兹国王国际机场站 (沙烏地阿拉伯鐵路（英语：Saudi Arabia Railways）)

#### 土耳其
- 伊斯坦堡阿塔圖爾克機場[註 1]
  - 轉乘車站：機場站（伊斯坦堡地鐵1號線）
  - 市區車站：阿克沙萊站
- 伊斯坦堡萨比哈·格克琴国际机场
  - 轉乘車站：薩比哈·格克琴國際機場站（伊斯坦堡地鐵4號線營運中，10號線興建中）
  - 市區車站：卡德柯伊站
- 伊斯坦堡機場
  - 轉乘車站：伊斯坦堡機場站、貨運航廈站、第二航廈站（尚未啟用）（伊斯坦堡地鐵11號線（英语：M11 (Istanbul Metro)））
  - 市區車站：卡厄特哈內站
- 伊茲密爾阿德南·曼德列斯機場
  - 轉乘車站：阿德南·曼德列斯機場站（英语：Adnan Menderes Airport railway station） (伊茲班、土耳其國家鐵路)
- 安塔利亚机场
  - 轉乘車站：Havalimanı/机场 (安塔利亞電車T1A線（英语：Trams in Antalya）)

#### 阿联酋
- 杜拜國際機場
  - 轉乘車站：第一航廈站、第三航廈站、杜拜機場自由區 (杜拜地鐵)

## 歐洲

### 英国
- 大倫敦
  - 希斯洛機場

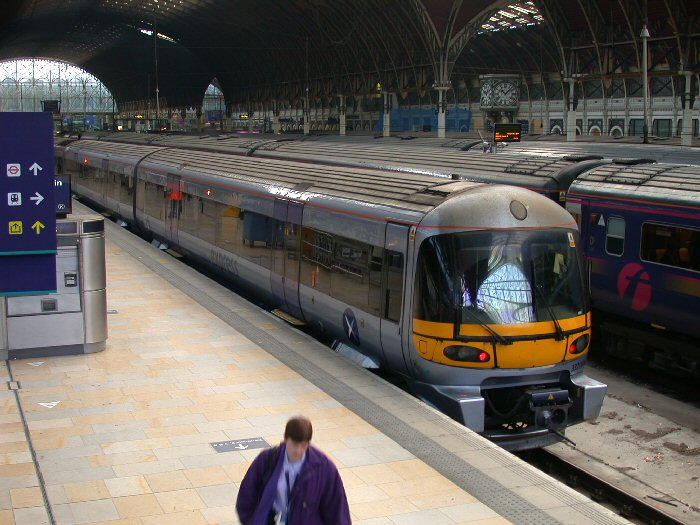
希斯洛快線列車

    - 轉乘車站：希斯洛機場1,2,3號航廈站、希斯洛機場4號航廈站（英语：Heathrow Terminal 4 railway station）、希斯洛機場5號航廈站（希思羅快線、倫敦地鐵皮卡迪利線、伊利沙伯綫）
    - 市區車站：帕丁頓站（希斯路快線）／国王十字圣潘克拉斯站（倫敦地鐵）

  - 蓋威克機場
    - 轉乘車站：蓋威克機場站（蓋特威克機場快線、泰晤士連線）
    - 市區車站：維多利亞車站

  - 倫敦城市機場
    - 轉乘車站：倫敦城市機場站（碼頭區輕便鐵路）

  - 伦敦绍森德机场
    - 轉乘車站：绍森德机场站（英语：Southend Airport railway station）

  - 倫敦史坦斯特機場
    - 轉乘車站：史坦斯特機場站（史坦斯特快車（英语：Stansted Express））

- 愛丁堡機場
  - 轉乘車站：愛丁堡電車

- 格拉斯哥普雷斯特威克机场
  - 轉乘車站：普雷斯特威克机场站（英语：Prestwick International Airport railway station）

- 曼徹斯特機場
  - 轉乘車站：曼徹斯特機場站
  - 市區車站：曼徹斯特皮卡迪利站和曼徹斯特牛津路車站

- 纽卡斯尔国际机场
  - 机场站 (泰恩-威爾地鐵綠線)

- 南安普敦機場
  - 轉乘車站：南安普敦機場大道站（英语：Southampton Airport Parkway railway station）

- 加帝夫机场
  - 轉乘車站：加帝夫国际机场站[註 2]

### 法國
- 巴黎-戴高乐机场

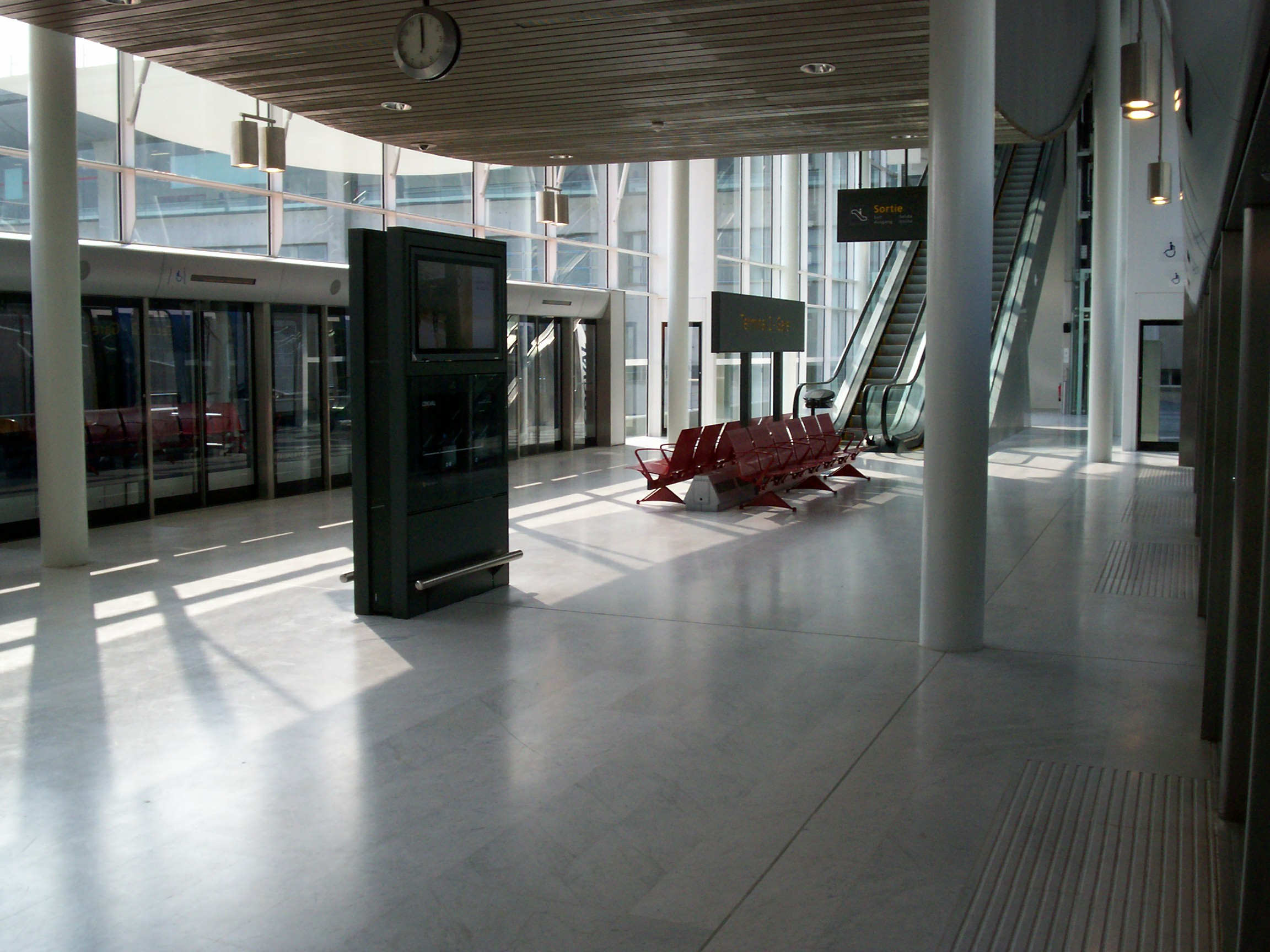
戴高乐机场内线月台

  - 转乘车站：戴高乐机场2号航站楼站（TGV、歐洲之星、CDGVAL）、戴高乐机场1号航站楼站 （CDGVAL）
  - 市区车站：巴黎北站

- 巴黎-奥利机场
  - 转乘车站：奥利1,2,3站（Orlyval）、奥利4站（Orlyval）、安东尼站 ( [註 3])、奧利機場站（英语：Aéroport d'Orly station） (巴黎地鐵號線、法兰西岛有轨电车号线)
  - 市区车站：巴黎北站、圣拉扎尔站
- 里昂圣埃克絮佩里机场
  - 转乘车站：里昂聖埃克絮佩里站 (TGV、里昂有軌電車罗讷快线（英语：Rhônexpress）)
  - 市区车站：里昂帕尔迪厄站
- 史特拉斯堡機場
  - 转乘车站：恩茨海姆機場站 (TER大東部大區快速運輸)
- 尼斯蔚蓝海岸机场
  - 转乘车站：機場1號航廈站、機場2號航廈站 (尼斯電車2、3號线)
- 图卢兹-布拉尼亚克机场
  - 转乘车站：機場站 (圖盧茲有軌電車T2號线（英语：Toulouse tramway）)[註 4]

### 比利时
- 布鲁塞尔机场
  - 转乘车站：布魯塞爾機場-扎芬特姆站 (比利时国铁城际列车、荷蘭鐵路城际直达列车（英语：Intercity Direct）)
  - 市區車站：布鲁塞尔南站

### 荷蘭
- 阿姆斯特丹史基浦機場
  - 转乘车站：史基浦機場車站（荷蘭鐵路城际直达列车（英语：Intercity Direct）、城际列车、欧洲之星）
  - 市區車站：阿姆斯特丹中央車站

### 德国
- 法兰克福机场
  - 轉乘車站：法兰克福机场长途车站(ICE、IC)、法蘭克福機場區域站(快铁)
  - 市區車站：法兰克福火车总站

- 慕尼黑机场
  - 轉乘車站：慕尼黑机场站(快铁)
  - 市區車站：慕尼黑火车总站

- 杜塞尔多夫机场
  - 轉乘車站：
    - 杜塞尔多夫机场总站（英语：Düsseldorf Airport Terminal station）（机场铁路（英语：Düsseldorf-Unterrath–Düsseldorf Airport Terminal railway）、快铁S11线（英语：S11 (Rhine-Ruhr S-Bahn)））
    - 杜塞尔多夫机场车站（科隆—杜伊斯堡鐵路、快铁S1线（英语：S1 (Rhine-Ruhr S-Bahn)）、欧洲之星），利用H-Bahn二次接驳

  - 市區車站：数量较多，见S1线

### 奥地利
- 維也納機場
  - 轉乘車站：維也納機場站（英语：Vienna Airport railway station）（S-bahn 7、railjet、IC）
  - 市區車站：維也納中央車站

### 瑞士
- 蘇黎世機場
  - 轉乘車站：蘇黎世機場站
  - 市區車站：蘇黎世火車總站
- 日内瓦国际机场
  - 轉乘車站：日内瓦机场站
  - 市區車站：日內瓦科爾納萬車站

### 瑞典
- 斯德哥爾摩-阿蘭達機場
  - 轉乘車站：阿蘭達北站（英语：Arlanda North Station）、阿蘭達南站（英语：Arlanda South Station） (阿蘭達特快（英语：Arlanda Express）)
  - 市區車站：斯德哥爾摩中央車站

### 義大利
- 羅馬－菲烏米奇諾機場
  - 市區車站：羅馬特米尼車站（李奧納多特快）
- 米兰-马尔彭萨机场
  - 轉乘車站：马尔彭萨机场站
  - 市區車站：米兰中央车站

### 西班牙
- 馬德里－巴拉哈斯機場
  - 轉乘車站：第一-第二-第三航廈站（英语：Aeropuerto T1-T2-T3 (Madrid Metro)）、第四航廈站（英语：Aeropuerto T4 (Madrid Metro)）（馬德里地鐵8號線）
  - 市區車站：馬德里地鐵各站

### 挪威
- 奧斯陸加勒穆恩機場
  - 轉乘車站：加勒穆恩站 (Flytoget)
  - 市區車站：奧斯陸中央車站、呂沙克爾車站、德拉蒙車站

### 丹麦
- 哥本哈根凱斯楚普機場
  - 轉乘車站：Lufthavnen Station（M2線）
  - 市區車站：哥本哈根地鐵各站

## 北美洲

### 美国
- - 轉乘車站：（阿拉斯加鐵路）
  - 市區車站：安克拉治站

- 哈茨菲爾德-傑克遜亞特蘭大國際機場
  - 轉乘車站：機場站（亞特蘭大地鐵紅線和橙線）
  - 市區車站：紅線和橙線亞特蘭大市中心内各站

- 巴爾的摩/華盛頓瑟古德·馬歇爾國際機場
  - 轉乘車站：巴爾的摩華盛頓國際機場輕軌站（巴爾的摩輕軌）
  - 市區車站：輕軌巴爾的摩市中心内各站

- 克里夫蘭霍普金斯國際機場
  - 轉乘車站：機場站（克里夫蘭地鐵紅線）
  - 市區車站：塔城站

- 芝加哥中途國際機場
  - 轉乘車站：中途站（芝加哥地鐵橙線）
  - 市區車站：橙線盧普區内各站

- 芝加哥奧黑爾國際機場
  - 轉乘車站：奧黑爾站（芝加哥地鐵藍線）
  - 市區車站：藍線盧普區内各站

- 達拉斯-沃斯堡國際機場
  - 轉乘車站：達拉斯-沃斯堡國際機場站（達拉斯輕軌橙線）
  - 市區車站：橙線達拉斯市中心内各站

- 邁阿密國際機場
  - 轉乘車站：邁阿密國際機場站（邁阿密地鐵）
  - 市區車站：政府中心站

- 明尼阿波利斯－聖保羅國際機場
  - 轉乘車站：1號客運大樓站、2號客運大樓站（明尼阿波利斯輕軌藍線）
  - 市區車站：藍線明尼阿波利斯市中心内各站

- 費城國際機場
  - 轉乘車站：A航廈站、B航廈站、C航廈與D航廈站、E航廈站（東南賓夕法尼亞運輸管理局區域鐵路R1線）
  - 市區車站：城郊站

- 波特蘭國際機場
  - 轉乘車站：波特蘭國際機場站（波特蘭輕軌紅線）
  - 市區車站：紅線波特蘭市中心内各站

- 鹽湖城國際機場
  - 轉乘車站：機場站（鹽湖城輕軌綠線）
  - 市區車站：綠線鹽湖城市中心内各站

- 舊金山國際機場
  - 轉乘車站：三藩市國際機場站（舊金山灣區捷運系統匹茲堡/灣角－舊金山國際機場/密爾布瑞線）
  - 市區車站：匹茲堡/灣角－舊金山國際機場/密爾布瑞線沿線各站

- 奧克蘭國際機場 (美國)
  - 轉乘車站：奧克蘭國際機場站（競技場－奧克蘭國際機場線）
  - 市區車站：競技場及三藩市中心內各站

- 蘭伯特-聖路易斯國際機場
  - 轉乘車站：1號客運大樓站、2號客運大樓站（聖路易斯輕軌紅線）
  - 市區車站：紅線聖路易斯市中心内各站

- 西雅圖－塔科馬國際機場
  - 轉乘車站：西塔國際機場站（西雅圖海灣輕鐵中央線）
  - 市區車站：西湖中心站

- 華盛頓國家機場
  - 轉乘車站：華盛頓國家機場站（華盛頓地鐵藍線）
  - 市區車站：藍線華盛頓市中心内各站

- 華盛頓杜勒斯國際機場
  - 轉乘車站：杜勒斯國際機場站（華盛頓地鐵銀線[1]）
  - 市區車站：銀線華盛頓市中心内各站

- 丹佛國際機場
  - 轉乘車站：丹佛國際機場站（CU A線, 2016年4月22日投入使用[2]）
  - 市區車站：丹佛联合车站，38th/Blake，40th/Colorado，Central Park

### CAN

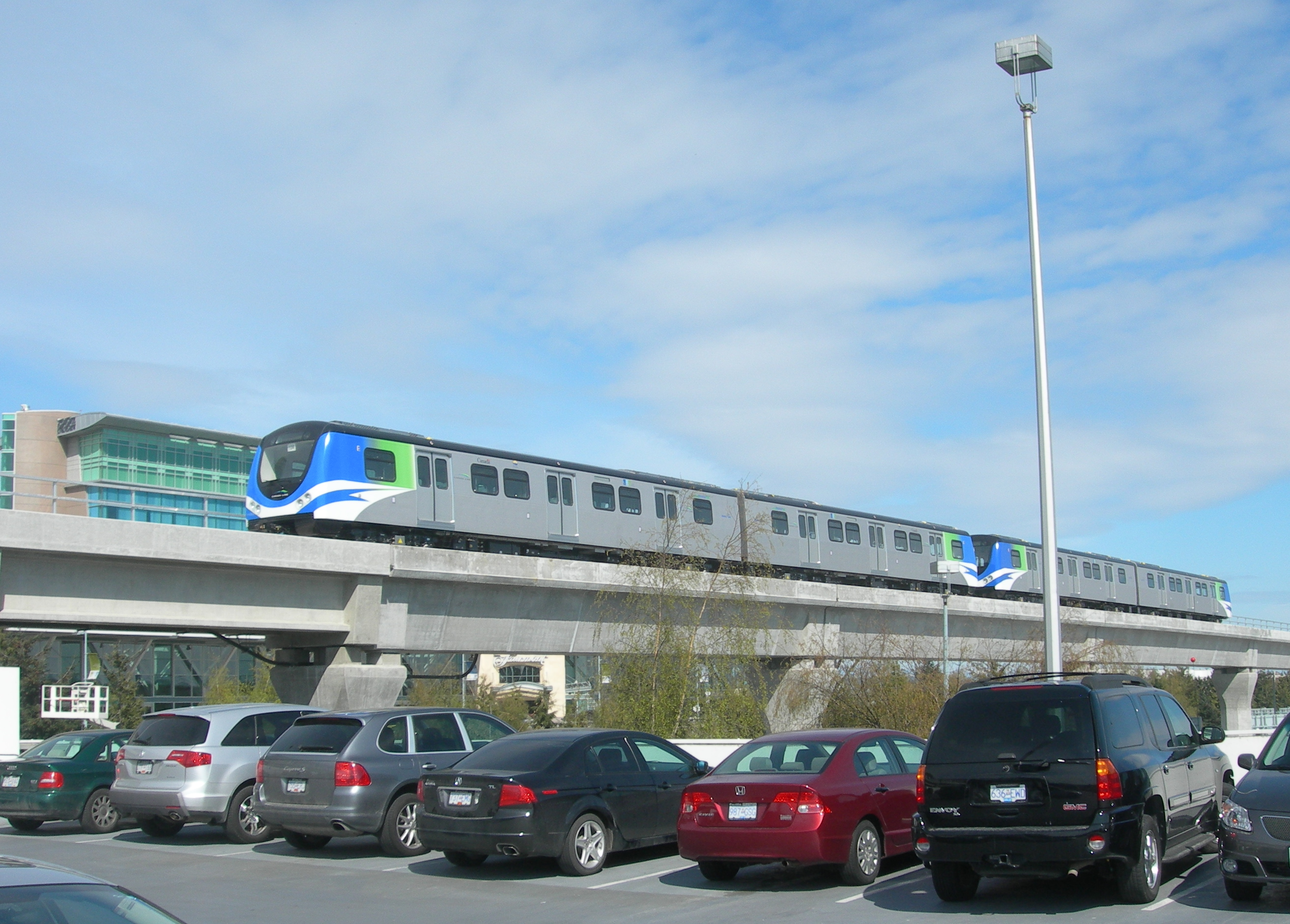
一列於溫哥華國際機場外停靠的加拿大線列車

### 加拿大
- 温哥华国际机场
  - 轉乘車站：溫哥華國際機場站（溫哥華架空列車加拿大線）
  - 市區車站：加拿大線沿線各站

- 多倫多皮爾遜國際機場
  - 轉乘車站：1號航廈站（聯合車站－皮爾遜機場快線）
  - 市區車站：聯合車站

## 中南美洲

### 墨西哥
- 墨西哥城贝尼托·胡亚雷斯国际机场
  - 墨西哥城地铁
    - 轉乘車站：机场航站楼站 （Terminal Aérea）
    - 市區車站：墨西哥城地铁沿线各站

### 巴拿马
- 托庫門國際機場
  - 巴拿马地铁机场站（英语：Aeropuerto metro station）

## 大洋洲

### 
- 悉尼機場
  - 機場及東山線（英语：Airport and East Hills railway line）
    - 轉乘車站：國內機場站（英语：Domestic Airport railway station, Sydney）、國際機場站（英语：International railway station, Sydney）
    - 市區車站：悉尼城市鐵路各站
- 布里斯班機場
  - 布里斯班機場鐵路線（英语：Airport railway line, Brisbane）
    - 轉乘車站：國際航廈車站、國內航廈車站
    - 市區車站：機場鐵路線沿線各站
- 珀斯機場
  - 珀斯機場線（英语：Airport line, Perth）
    - 轉乘車站：機場中心站
    - 市區車站：機場線各站